# Spuž
Spuž (v srbské cyrilici Спуж) je vesnice v Černé Hoře, v údolí řeky Zety. Administrativně je součástí opštiny Danilovgrad. V roce 2003 zde žilo 1529 obyvatel.
Spuž je poprvé historicky připomínána v dokumentu z roku 1378. Její strategický význam byl dán především díky blízkému kopci, kde bylo vybudováno středověké opevnění. O jeho další rozšíření se zasloužil turecký správce Hodaverij Mahmutbegović v 18. století. Dne 17. července 1788 se zde uskutečnila bitva mezi Rakousko-uherskou armádou a tureckými vojsky. Obec byla v dobách existence Osmanské říše známá pod tureckým názvem İşpozi.
Spuž získala Černá Hora po Berlínském kongresu v rámci úprav balkánských hranic v roce 1878. Vesnice je dopravně dostupná po železnici prostřednictvím železniční trati Podgorica–Nikšić.